# Anja Selensky
Anja Selensky (* 5. Februar 1993 in Homburg) ist eine deutsche Fußballspielerin, die seit dem 1. Juli 2022 beim VfB Stuttgart unter Vertrag steht.

## Karriere

### Vereine
Selensky begann in Fischbach bei der ortsansässigen Sportvereinigung mit dem Fußballspielen und gelangte während ihrer Jugendzeit zum SC 07 Idar-Oberstein, für den sie bis 2009 spielte. Dem Jugendalter entwachsen, wurde sie von der DSG Breitenthal – aus dem gleichnamigen Ort im Hunsrück – bis zum Jahresende 2009 verpflichtet.
Vom 1. Januar 2010 bis 30. Juni 2013 gehörte sie dem Bundesligisten SC 07 Bad Neuenahr an, für den sie 37 Punktspiele bestritt. Ihrem Pflichtspieldebüt am 7. April 2010 (18. Spieltag) bei der 1:3-Niederlage im Heimspiel gegen den FCR 2001 Duisburg folgten vier weitere Bundesligaspiele. Ihr einziges Bundesligator erzielte sie in ihrer letzten Saison für den Verein am 25. November 2012 (10. Spieltag) bei der 1:4-Niederlage im Auswärtsspiel gegen den 1. FFC Frankfurt mit dem Treffer zum Endstand in der 72. Minute. Während ihrer Vereinszugehörigkeit kam sie auch für die zweite Mannschaft in 15 Punktspielen zum Einsatz, in denen sie fünf Tore erzielte.
Nach der Insolvenz und dem damit verbundenen Zwangsabstieg des SC 07 Bad Neuenahr wechselte sie im Sommer 2013 zum VfL Sindelfingen, für den sie 13 Bundesligaspiele bestritt und als Letztplatzierter in die 2. Bundesliga Süd abstieg. Nach drei Zweitligasaisons, in denen sie in 52 Punktspielen 16 Tore erzielte, wechselte sie zum Ligakonkurrenten 1. FC Saarbrücken, dem sie drei Jahre lang angehörte, bevor sie über den Regionalligisten SV Göttelborn zum Zweitligaaufsteiger SV Elversberg stieß. Im Sommer 2022 wechselte sie zur neu gegründeten Frauenfußballabteilung des VfB Stuttgart, die in der viertklassigen Oberliga Baden-Württemberg den Spielbetrieb aufgenommen hat und ihr gegenwärtig auch angehört.

### Auswahl-/Nationalmannschaft
Als Spielerin der Auswahlmannschaft des Fußballverbandes Rheinland gewann sie im Jahr 2011 den Länderpokal. Des Weiteren bestritt sie jeweils ein Länderspiel für die U19- und U20-Nationalmannschaft. Als Nationalspielerin debütierte sie am 25. Oktober 2011 beim 4:0-Sieg über die U20-Nationalmannschaft Belgiens mit Einwechslung für Anja Hegenauer in der 69. Minute. Am 28. Februar 2012 gehörte sie der Mannschaft an, die die U19-Nationalmannschaft der Niederlande mit 1:0 in einem Testspiel bezwang; sie spielte ab der zweiten Halbzeit für Annabel Jäger.

## Erfolge
- Länderpokal-Sieger 2011

## Sonstiges
Selensky absolvierte eine Ausbildung zur Bürokauffrau, die sie 2014 abschloss.

## Anmerkung / Einzelnachweise
1. ↑  Statistik 2018/19 ausgeklammert
2. ↑  Chronik Spvgg Fischbach auf spvgg-fischbach.jimdofree.com

| Personendaten    | Personendaten             |
| ---------------- | ------------------------- |
| NAME             | Selensky, Anja            |
| KURZBESCHREIBUNG | deutsche Fußballspielerin |
| GEBURTSDATUM     | 5. Februar 1993           |
| GEBURTSORT       | Homburg, Deutschland      |